# سهره‌های برنجی
سهره‌های برنجی (نام علمی: Oryzoborus) نام یک سرده از تیره زردپره‌ایان است.

## گونه‌ها
- سهره دانه‌خوار شکم‌بلوطی (Oryzoborus angolensis)
- سهره دانه‌خوار نوک‌سیاه (Oryzoborus atrirostris)
- سهره دانه‌خوار نوک‌دراز (Oryzoborus crassirostris)
- سهره دانه‌خوار نوک‌کلفت (Oryzoborus funereus)
- سهره دانه‌خوار نوک‌بزرگ (Oryzoborus maximiliani)
- سهره دانه‌خوار نیکاراگوآ (Oryzoborus nuttingi)